# هنري نيكسون
هنري نيكسون (بالإنجليزية: Henry Nixon)‏ هو نقابي وسياسي بريطاني (وحمل سابقاً جنسية المملكة المتحدة لبريطانيا العظمى وأيرلندا)، ولد في 1874، وتوفي في 15 مارس 1939. حزبياً، نشط في حزب العمال. في الانتخابات العامة في المملكة المتحدة 1923 ‏، انتخب عضو برلمان المملكة المتحدة الـ33 عن دائرة ذا ريكين (6 ديسمبر 1923 – 9 أكتوبر 1924).